# 페니스 파시즘
《페니스 파시즘》은 대한민국의 책이다. 강준만, 이명원, 진중권, 노혜경이 글쓰기에 참여한 기획물이다.
인터넷 게시판에서 있었던 공방이 계기가 되었다. “왜 성폭력 및 성희롱 사건이 예전보다 심하게 일어나는가?”, “성폭력 사건이 묻히지 않고 드러났을 때 나타나는 '피해자 재보복'이 왜 가능한가?”, “이를 왜 방조하고 조장하는가?”와 같은 물음에 대한 해답을 찾는다. 군가산점제 논란, 여성 100인위의 성폭력 가해자 실명공개 사건, 부산대 웹진 '월장' 사건, KBS 노조 부위원장 성폭력 사건, 박남철-반경환의 사건 등 실제 사례를 관찰하여 대한민국 사회의 남근주의를 다룬다.

## 차례
1. 노혜경 : 말하면 죽인다? 침묵하면 죽는다! - ‘여성 해방’ 안 된 사회의 인간은 여전히 노예다
2. 이명원 : ‘문인 신비주의’와 ‘생식 신비주의’ - 문인 사회의 존립 근거에 대한 의혹
3. 강준만 : ‘진보 상업주의’와 ‘문화 특권주의’ - ‘박남철-반경환 사건’과 백낙청에 대해
4. 진중권 : ‘어제의 용사들이 다시 뭉쳤다’ - ‘월장’ 사건과 군사문화적 집단 폭력
5. 시타 : ‘우아한’ 폭력과 그 점잖은 공모자들 - 학습되는 무력감, 재생산되는 폭력, 대물림되는 절망
6. 정승화 : 흑기사는 없다 - 남성의 불안과 왜소한 자아, 그리고 폭력성
7. 권김현영 : ‘죽이고 싶은 여자’가 되는 법 - 군가산점제 논란에 나타난 남성지배 문화
8. 김현수 : 가부장적 테러와 수치심의 심리전 - 피해자 보복문화의 퇴행성
9. 김진희 : 적은 여성 내부에도 있다 - 남근주의적 보복행위에 동참하는 여성들

## 같이 보기
- 페미나치